# Distorsión
Distorsión es la alteración de la forma de una señal cuando pasa a través de un sistema. La alteración ocurre cuando el sistema actúa de manera diferente sobre los componentes de la señal, cambiando amplitud, fase o frecuencia en proporción desigual; es por ello, que la amplificación, la atenuación, el desfasaje y la traslación en frecuencia no son distorsiones ya que todos los componentes de la señal sufren la misma modificación. 
La distorsión puede ser «lineal» o «no lineal». Si la distorsión se da en un sistema óptico recibe el nombre de «aberración».

## Distorsión de la señal de vídeo
En televisión, se han creado una serie de señales especiales para medir las diferentes distorsiones que los sistemas de producción y transmisión producen en la señal de vídeo. Estas señales reciben el nombre de señales VIT (Vertical Interval Test) y suelen utilizarse insertadas en las líneas no visibles del pórtico posterior del intervalo vertical. También se utilizan a campo completo. Las distorsiones que se pueden medir son:

### Distorsiones lineales
- Ganancia de inserción, que es la diferencia de amplitud entre la entrada y la salida del sistema.
- Respuesta de frecuencias, cómo responde el sistema a diferentes frecuencias.
- Respuesta transitoria con señales largas (>64 μS), que nos da idea del comportamiento del sistema a baja frecuencia.
- Respuesta transitoria a señales cortas o impulsivas, nos da idea de la respuesta del sistema a altas frecuencias.
- Diferencia de ganancia crominancia luminancia,

Esta es la distorsión más difícil de controlar, normalmente depende de la electrónica de un equipo, del diseño de los altavoces, o de la construcción de nuestra habitación, por lo que hay poco que podamos hacer para cambiarla o controlarla.

### Distorsiones no lineales
- Alinealidad luminancia crominancia.
- Fase diferencial, modificación de la fase de la crominancia respecto a la amplitud de la luminancia.
- Ganancia diferencial, modificación de la amplitud de la crominancia debida a la amplitud de la luminancia.

## Distorsiones ópticas

### Aberración cromática
- Longitudinal es cuando las señales de diferentes longitudes de onda se enfocan en planos diferentes. Esto produce el error de seguimiento.
- Lateral es cuando varía el aumento de la imagen dependiendo de la longitud de onda. Esto, cuando hay que hacer coincidir varias imágenes sobre un mismo plano, como sucede en una cámara de TV, causa el error conocido como error de registro.

### Aberraciones de Seidel
Reciben este nombre las 5 aberraciones básicas de un sistema óptico en honor a Seidel que fue quien las calificó. Estas son:
- Aberración esférica, diferencia de convergencia de los rayos de luz dependiendo de la distancia al eje óptico.
- Coma, modificación de la imagen que se produce por la diferencia de ángulo de incidencia de un rayo respecto al eje óptico.
- Astigmatismo, impide que un punto objeto se enfoque en un punto imagen. La imagen tendrá forma ovalada o se compondrá de un par de líneas llamadas líneas focales.
- Curvatura de campo, debida a la curvatura de una lente cuando se debe enfocar en una superficie plana.
- Distorsión, modificación de la forma de la imagen.

## Distorsiones en audio

### Distorsiones originadas en el amplificador
Una onda senoidal tiene 3 parámetros: amplitud, frecuencia y fase. Además, cualquier onda se puede descomponer en una suma de varias ondas senoidales.
Cuando la señal que entra en un sistema es distinta de la que sale, se puede hablar de distorsión en función de cuál sea el parámetro modificado.
- Distorsión en frecuencia, que depende de la respuesta en frecuencia del sistema. La diferente ganancia (diferencia de amplitud entre salida y entrada) a señales de distintas frecuencias (o una misma señal compuesta de armónicos). En audio, los circuitos que realizan esta función son los controles de tono o ecualizadores.

- Distorsión armónica de fase, que se produce por la variación de la fase de una señal en relación con su frecuencia. Esto hace que unos armónicos salgan con diferente fase que otros. El oído humano no es muy sensible a la fase. Se puede utilizar si se tienen varios altavoces para que parezca que el sonido viene de un origen distinto.

- Distorsión no lineal,  (Este es el tipo de distorsión de la que se habla normalmente) Se debe a la no linealidad de la respuesta de los componentes del sistema. Este tipo de distorsión produce que, si la entrada es senoidal, a la salida aparezcan armónicos, o que, si la entrada está compuesta por varias frecuencias, aparezcan subarmónicos.

- Distorsión por intermodulación. Sucede cuando en presencia de dos o más tonos senoidales en la entrada se obtienen, a la salida, los tonos originales más otros tonos que resultan de la suma y la diferencia de sus frecuencias. Este efecto ocurre cuando las señales originales están en diferentes partes de la curva de transferencia del elemento amplificador, generalmente por ser de diferentes amplitudes. Un tono cae en una parte más lineal y el otro en una parte no lineal de la curva de transferencia. Este defecto es aprovechado en los receptores superheterodinos, en los que se sintoniza la frecuencia diferencia entre la señal de radio sintonizada y el oscilador local.

Existen varios métodos de medida. Uno de ellos, que cumple la norma "SMPTE standard RP120-1994", usa dos tonos de 70 Hz y de 6 kHz, en una relación de amplitudes de 4:1 (cuatro a uno).
- Distorsión de cruce por cero. Este tipo de distorsión ocurre únicamente en amplificadores clase B y clase AB (aunque, en estos últimos, en menor proporción). En los amplificadores clase B existen dos transistores complementarios: mientras uno está activo (polarizado) el otro está apagado, y viceversa. Cuando la señal cruza por cero, existe un tiempo en el cual ninguno de los transistores está polarizado y la señal se distorsiona.

- Distorsión por intermodulación de transistores

### Distorsiones que ocurren fuera del amplificador
- Distorsión Doppler. Cuando se utiliza un parlante de rango extendido, o cuando en el reproductor no hay suficientes divisiones del espectro de audio como para evitar este efecto, ocurre el siguiente fenómeno: los sonidos graves requieren más potencia del equipo que los sonidos agudos. No es raro que una señal que demanda 50 W RMS de un equipo de audio en bajas frecuencias requiera solamente 8 W en el extremo alto. Un cono de un parlante que esté reproduciendo una nota baja actúa como un pistón y se desplaza considerablemente hacia adelante y hacia atrás. Si simultáneamente se reproduce en el mismo parlante una nota bastante más aguda, será una parte menor del cono la que vibre y la oscilación mecánica es mucho menor. Al estar esta señal más aguda «montada» sobre un pistón que se desplaza hacia adelante y hacia atrás se producirá un efecto Doppler en el tono más agudo. El tono se elevará cuando el cono se acerque y será más bajo cuando se aleje del oyente.
- Distorsión de fase en el recinto. Los sonidos agudos viajan más rápido que los graves en el aire. Si los reproductores están todos en un mismo plano y reciben señales graves y agudas en fase, al oyente le llegará más pronto el sonido agudo que el grave.
- Frecuencia mínima de la habitación. La nota más grave que es capaz de reproducir una habitación no tratada acústicamente depende de sus dimensiones. Una sala de estar o living normal no baja de los 50 Hz. En una sala de forma de paralelepípedo recto rectángulo (ortoedro) la frecuencia mínima, aproximadamente, es la que tiene por longitud de onda la tercera parte de la diagonal del paralelepípedo. Varía con la temperatura del ambiente y con la ubicación del oyente. En psicoacústica se conoce que la escucha de los armónicos de un sonido grave ausente hace que el cerebro restituya el sonido faltante. Por eso un refuerzo en los sonidos de alrededor de 100 Hz hace que el equipo parezca tener más graves de los que da en realidad. Pero esa forma de audición produce fatiga, y hasta dolores de cabeza en ciertos casos. Por este motivo, los graves son más plenos y naturales en teatros, cinematógrafos y salas de conciertos, debido a las dimensiones mayores involucradas.

Fórmula para calcular la frecuencia mínima de una habitación ortoédrica:
{\displaystyle f_{min}={\frac {\pi \,331,5\,\textstyle {\frac {m}{s}}}{{\sqrt {x^{2}+y^{2}+z^{2}}}\,\textstyle m}}}. Las variaciones debidas a la temperatura del ambiente se corrigen multiplicando la expresión anterior por el cociente {\displaystyle {\frac {\sqrt {t+273}}{\sqrt {273}}}}, donde t se expresa en grados Celsius. Las variables x, y, z representan las medidas de la habitación en metros.

## Compensación de distorsiones
La compensación de las distorsiones se realiza mediante técnicas de realimentación.

## Distorsión debida a la realimentación
Todo amplificador tiene un tiempo de tránsito, que es el tiempo que demora en salir la señal desde que entra al amplificador. Cuando se aplica realimentación negativa, una porción de la señal de salida se introduce en la entrada de manera que se reste con la señal original. Pero los amplificadores de tránsito instantáneo no existen. Siempre hay una demora y la señal que se resta ya no coincide con la que está entrando. En las pruebas con ondas senoidales puras esto no se aprecia demasiado, ya que la salida sigue siendo senoidal; además, la señal de entrada no varía, es un tono fijo. Sin embargo, la música es altamente dinámica y su aspecto en un osciloscopio es más parecido al registro de un terremoto en un sismógrafo que a una senoide. En estos casos de señales de mucha complejidad y frentes abruptos, un retraso apreciable resulta en la introducción de más distorsión. En los equipos realizados con válvulas termoiónicas, la realimentación negativa rara vez es superior al 10 % y las válvulas son elementos gobernados por tensión. Son de respuesta mucho más rápida que los elementos de estado sólido, que dependen de la circulación de una corriente. Por esta razón es que los amplificadores valvulares «suenan mejor», con una distorsión armónica total típica del 0,1 %, que equipos transistorizados con distorsiones armónicas totales menores en dos órdenes de magnitud. Al no tener transformador de salida, los equipos de estado sólido pueden soportar mayores realimentaciones. Con señales de prueba senoidales no se aprecia el fenómeno, pero con otro tipo de señales de prueba como, por ejemplo, una onda cuadrada modulada en amplitud con una onda senoidal, se observa el «borrado» de parte de la modulación o sobreimpulsos. Mayores niveles de realimentación negativa y retrasos considerables hacen la diferencia de sonido; especialmente en la música de cámara con cuerdas. Es posible lograr alguna mejora si los transistores de salida tienen mayor respuesta de frecuencias que los transistores amplificadores de tensión y usando fuentes separadas para las etapas de amplificación de tensión y de potencia. Con la utilización de fuentes diferentes se elimina la realimentación positiva que se usa para que el amplificador no recorte disimétricamente (bootstrapping). Esta distorsión que aparece con más intensidad en los amplificadores de estado sólido es debida al pobre ancho de banda en lazo abierto de la mayoría de estos equipos, cuya responsabilidad mayor recae en los transistores de salida. Se suele llamar "distorsión por intermodulación transitoria" o, también, "distorsión de slew rate" o "distorsión de intermodulación dinámica".